# Land Rover Range Rover L322
Le Range Rover L322 est un véhicule de type SUV tout-terrain luxueux produit par le constructeur automobile britannique Land Rover de 2002 à 2012.

## Caractéristiques
Elle se caractérise par une caisse monocoque avec trois structures séparées et un système pneumatique de suspension à quatre roues indépendantes. Ce modèle, plus large que le précédent, avec un empattement de 288 cm, une longueur et une hauteur plus importante, offre un intérieur plus volumineux et opulent.
Tous les modèles reçoivent une boîte automatique ZF à 5 rapports (hormis la version TD6 qui reçoit une BVA d'origine GM) et une boîte transfert New Venture NV225 à commande électronique à deux rapports associée à un  différentiel central à glissement limité Torsen. Les moteurs sont issus de la gamme BMW. La motorisation essence est confiée au V8 de 4 398 cm3 tandis que la version diesel est équipée du dernier six cylindres de 2 926 cm3 baptisé TD6 par Land Rover. 
En 2005, les moteurs essence sont remplacés par deux V8 d'origine Jaguar (groupe Ford), l'un atmosphérique de 4,4 L, l'autre « supercharged » à compresseur volumétrique de 4,2 L, équipés d'une boîte automatique à six rapports. En 2010, de nouveaux moteurs à injection directe d'essence sont proposés, d'une cylindrée de 5,0 L, en version atmosphérique et suralimentée par compresseur. Ces moteurs respectent la norme Euro 5.
En 2006, le moteur Diesel TD6 d'origine BMW est remplacé par le moteur TDV8 plus coupleux, plus puissant et plus silencieux. Ce moteur provient du groupe Ford. Moteur diesel le plus puissant du groupe à ce moment, il a été conçu en collaboration avec PSA Peugeot Citroën à partir du V6 biturbo de 2,7 L de cylindrée, qui développait de 200 à 208 ch, avec 440 N m de couple. Pour soutenir le prestige du Range Rover, et compenser son poids, les ingénieurs motoristes de Ford et de Land Rover lui ont attribué deux cylindres de plus, passant au V8 biturbo de 3,6 L de 272 ch, et surtout 650 N m de couple.
Le 17 juin 2010, pour les 40 ans du Range Rover, le moteur diesel monte en cylindrée pour passer à 4,4 L. Ainsi sa puissance passe à 313 ch et son couple à 700 N m. Le véhicule bénéficie d'une retouche esthétique pour l'occasion.
Début juillet 2010, Land Rover dévoile le petit frère du Range Rover : le Range Rover Evoque.
Le 5 novembre 2010, le Range Rover atteint le million d'exemplaires. C'est un Range Rover Autobiography de couleur noire, mis aux enchères dont les dons ont été reversés à l'association Help For Heroes.
Motorisations
- Essence : 4,4 L BMW M62 V8 (2002-2005) ; 4.4 L Jaguar AJ-41 (en) V8 (2005-2009) ; 4,2 L Jaguar AJ-33S (en) Supercharged V8 (2005-2009) ; 5,0 L Jaguar AJ-133 (en) Supercharged V8 (2010-2012)
- Diesel : 2,9 L BMW M57 TD l6 (2002-2006) ; 3,6 L Ford AJD-V8#Lion V8 TD V8 (2007-2009) ; 4,4 L Ford TD V8 (2010-2012)

Boîte de vitesses
- Automatique à 8 rapports ZF-8HP (en) (2010-2012)
- Automatique à 6 rapports ZF-6HP (en) (2006-2012)
- Automatique à 5 rapports ZF-5HP (en) (essence) ou GM5L40E (diesel) (2002-2005)

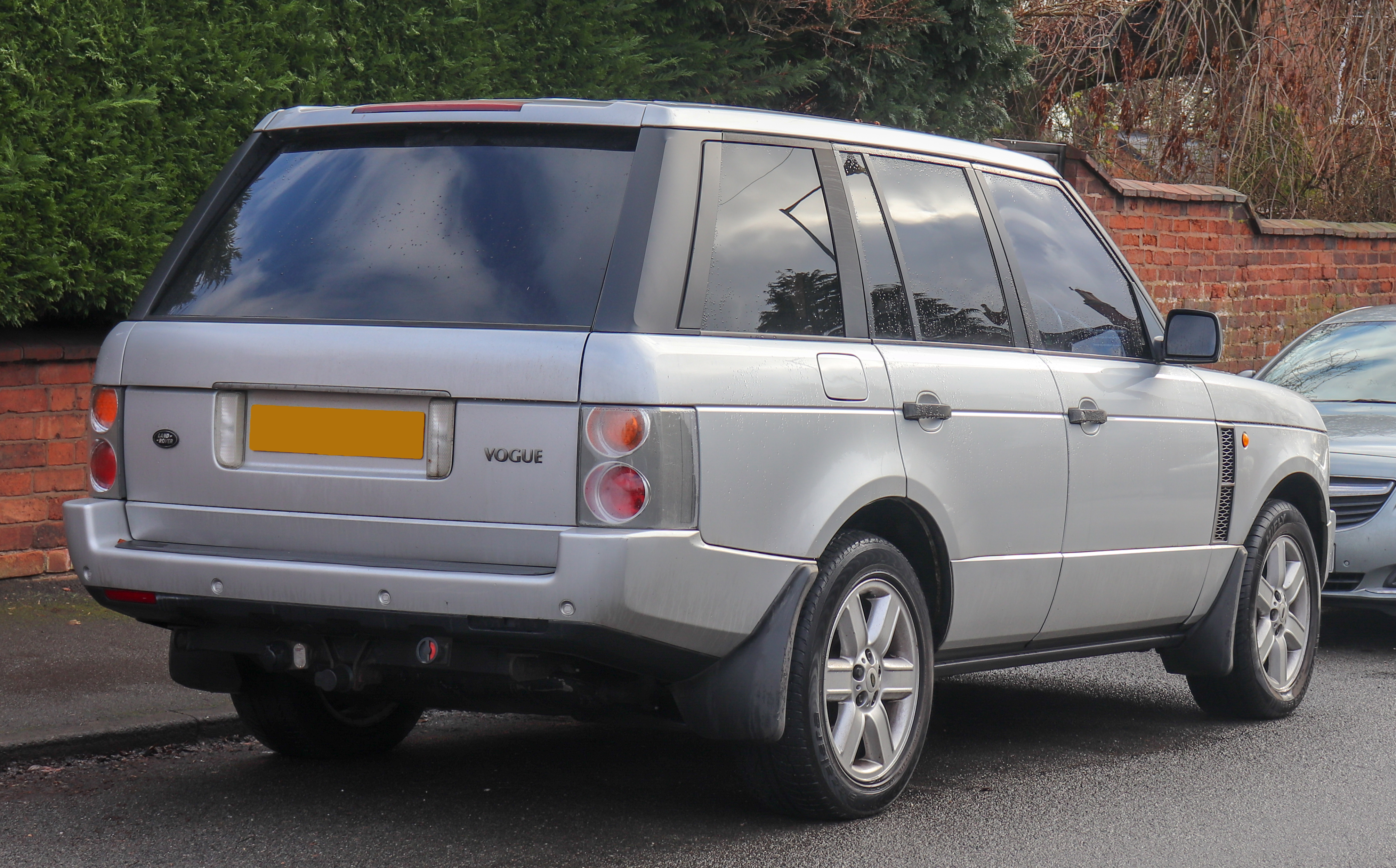
Vue arrière.